# Dario D'Ambrosi
Dario D'Ambrosi (San Giuliano Milanese, 15 ottobre 1958) è un attore e regista italiano. Ha fondato il Teatro Patologico.

## Biografia
Nato a San Giuliano Milanese, dopo aver giocato nelle giovanili del Milan, lascia il calcio, sua grande passione, e "per amore" nei confronti di una ragazza, mostra grande interesse per il teatro e in seguito per le malattie mentali, facendosi internare per tre mesi nell'Istituto Psichiatrico Paolo Pini di Milano, allo scopo di studiare il comportamento dei degenti, e da qui nasce l'idea del cosiddetto Teatro Patologico.
Si trasferisce a New York, dove conosce Ellen Stewart, fondatrice del Cafè La MaMa, che lo fece esordire in un monologo dal titolo Tutti non ci sono. Attivo come attore e come regista, dirige il suo primo film nel 2003, Il ronzio delle mosche e raggiunge la notorietà al grande pubblico tra il 2008 ed il 2010, recitando nella serie televisiva Romanzo criminale, interpretando la parte dell'ispettore Canton, assistente del commissario Scialoja, incaricato delle indagini sulla banda della Magliana. Nel 2004 appare nel film La passione di Cristo del regista Mel Gibson, nel ruolo del sadico flagellatore.
Nel 2021, durante la pandemia da Covid, D'Ambrosi creò Radio Patologico con il Teatro Patologico.

Il 13 febbraio 2025 D'Ambrosi si esibisce al Festival di Sanremo con il Teatro Patologico. Prima dell'esibizione, D'Ambrosi ha raccontato così l'emozione:
"L’emozione è sicuramente grandissima, può immaginare una compagnia di ragazzi disabili, tra l’altro con disabilità psichiche anche gravi… Abbiamo persone bravissime con autismo grave salire sul palcoscenico più importante d’Italia, uno dei più importanti al mondo. Penso che sia una vera e propria rivoluzione".

## Filmografia

### Attore

#### Cinema
- Personaggi e interpreti, regia di Heinz Bütler (1987)
- Ödipussi, regia di Vicco von Bülow (1988)
- Cafe La Mama, regia di Gianluca Fumagalli (1993)
- Portagli i miei saluti - Avanzi di galera, regia di Gianna Maria Garbelli (1993)
- Libero Burro, regia di Sergio Castellitto (1999)
- Titus, regia di Julie Taymor (1999)
- Due come noi, non dei migliori, regia di Stefano Grossi (2000)
- Almost Blue, regia di Alex Infascelli (2000)
- Nella terra di nessuno, regia di Gianfranco Giagni (2001)
- Nati stanchi, regia di Dominick Tambasco (2002)
- La passione di Cristo (The Passion of the Christ), regia di Mel Gibson (2004)
- Balletto di guerra, regia di Mario Rellini (2004)
- La voce - Il talento può uccidere, regia di Augusto Zucchi (2013)
- Cristian e Palletta contro tutti, regia di Antonio Manzini (2016)

#### Televisione
- Racket - miniserie TV, 6 puntate (1997)
- Don Milani - Il priore di Barbiana, regia di Andrea Frazzi e Antonio Frazzi (1997)
- Padre Pio - Tra cielo e terra, regia di Giulio Base (2000)
- Il testimone, regia di Michele Soavi (2001)
- Uno bianca, regia di Michele Soavi (2001)
- Sarò il tuo giudice, regia di Gianluigi Calderone (2002)
- Ferrari, regia di Carlo Carlei (2003)
- Don Bosco, regia di Lodovico Gasparini (2004)
- Attacco allo Stato, regia di Michele Soavi (2006)
- Miacarabefana.it, regia di Lodovico Gasparini (2009)
- Romanzo criminale - La serie, regia di Stefano Sollima (2008-2010)
- Odissea, regia di Domenico Iannacone RAI 3 (2021)

### Regista
- Il ronzio delle mosche (2003)
- Io sono un po’ matto e tu? (2024)

### Attore e regista
- L'uomo gallo (2011)